# Jesse Garcia
Jesse Garcia (Rawlins (Wyoming), 14 december 1982) is een Amerikaans acteur.

## Biografie
Garcia werd geboren in Rawlins (Wyoming) en groeide op in Hanna (Wyoming), hij werd opgevoed als Jehova's getuige maar praktiseert dit niet meer. Zijn vader is van Staten van Mexicaanse afkomst en zijn moeder is van Spaanse en Mexicaanse afkomst.

## Filmografie

### Films
Uitgezonderd korte films.
- 2023 Murder City - als Cale Gallo
- 2023 The Mother - als Tarantula
- 2023 Flamin' Hot - als Richard Montañez
- 2022 Tell It Like a Woman - als Johnny
- 2022 What Comes Around - als Tim
- 2022 Ambulance - als Roberto
- 2021 The Starling - als Hector
- 2021 Green Ghost and the Masters of the Stone - als Luchador
- 2020 Adverse - als rechercheur Ranie
- 2019 Spinning Dry - als Dennis
- 2019 El Asesino - als Frankie
- 2018 The Green Ghost - als Luchador
- 2018 Collisions - als Evencio
- 2015 Re-Kill - als Hernandez
- 2015 Letter Never Sent - als Tyler
- 2015 Pocha: Manifest Destiny - als Lecho
- 2014 Alexander and the Terrible Horrible No Good Very Bad Day - als Dwayne
- 2014 Jarhead 2: Field of Fire - als Rafael Soto
- 2014 Locker 13 – als Ray
- 2012 Upgrade – als Renee
- 2012 The Avengers – als monteur van Carrier Bridge
- 2012 House Arrest – als Guillermo
- 2011 Where the Road Meets the Sun – als Jose
- 2011 Without Men – als assistent van de baas
- 2011 Mamitas – als Hector Juarez
- 2011 Falling Overnight – als Miguel
- 2011 The Pee-Wee Herman Show on Broadway – als Sergio
- 2011 Three Veils – als Carlos
- 2011 Periphery – als Smitty
- 2010 Bedrooms – als Sal
- 2010 Elektra Luxx – als Camilo
- 2009 Saint John of Las Vegas – als park ranger
- 2008 Days of Wrath – als Mario
- 2008 A Beautiful Life – als David
- 2008 Emilio – als hot dog verkoper
- 2008 Depth Charge – als Charles
- 2008 Good Dick – als Jose
- 2007 The Comebacks – als Jorge Juanson
- 2007 La misma luna – als David
- 2006 Walkout – als Armando Lopez
- 2006 Quinceañera – als Carlos
- 2006 The Other Side – als reddingswerker
- 2004 Delivery Boy Chronicles – als Mexicaanse bladblazer
- 2004 Last Goodbye – als speler
- 2003 Performance Anxiety – als gitaarspeler

### Televisieseries
Uitgezonderd eenmalige gastrollen.
- 2024 Not Dead Yet- als TJ - 5 afl.
- 2021 Snowfall - als agent Carlos Lorca - 3 afl.
- 2020 Narcos: Mexico - als Sal Orozco - 9 afl.
- 2014-2016 From Dusk Till Dawn - als Freddie Gonzalez - 30 afl.
- 2011 Sons of Anarchy – als Rafi – 5 afl.
- 2008 Terminator: The Sarah Connor Chronicles – als Carlos – 3 afl.
- 2006 The Shield – als Mariano – 2 afl.

- Biblioteca Nacional de España: XX1714075
- Gemeinsame Normdatei: 1035576457
- International Standard Name Identifier: 0000 0001 1952 3117
- Library of Congress Control Number: no2007027125
- Système universitaire de documentation: 12950372X
- Virtual International Authority File: 87456219
- WorldCat: E39PBJr833JVpJdJ9mD8kPPYT3